# 野中亮介
野中 亮介（のなか りょうすけ、1958年3月30日 -  ）は、俳人。

## 経歴
1958年、福岡市に生まれる。水原秋櫻子に師事し、1978年、俳誌「馬酔木」に入会。1995年、第10回俳句研究賞受賞。1996年、福岡市文学賞受賞。1997年、句集『風の木』を上梓。同書にて、第21回俳人協会新人賞受賞。2021年、句集『つむぎうた』にて、第60回俳人協会賞受賞。
2001年、俳誌「花鶏」を創刊、主宰。福岡市文学賞選考委員、讀賣新聞よみうり西部俳壇選者を務める。

## 著書
- 『俳句こころ遊び』（実業之日本社、1996年）
- 句集『風の木』（角川書店、1997年）
- 『林翔の一〇〇句を読む　自選一〇〇句俳句と生涯』（共著）（飯塚書店、2011年）
- 句集『つむぎうた』（ふらんす堂、2020年）